# 苏尔古贾县
苏尔古贾县（Surguja district）是印度切蒂斯格尔邦的一個縣，位於該國中部，面積16,359平方公里，識字率為61.16%，2011年人口2,361,329，人口密度每平方公里144人。
23°07′N 83°12′E / 23.117°N 83.200°E